# Ajmonia velifera
Ajmonia velifera là một loài nhện trong họ Dictynidae.
Loài này thuộc chi Ajmonia. Ajmonia velifera được Eugène Simon miêu tả năm 1906.